# Anhængertræk
Et anhængertræk er en anordning på et køretøj, hvor man sætter en anhænger fast, så køretøjet kan trække den.
Den tekniske betegnelse i færdselsloven er "tilkoblingsanordning" og i folkemunde kaldes det en jydekrog.
På person- og varebiler er anhængertrækket som regel opbygget som en krog med en 50 mm kugle på spidsen. Denne model kaldes en kuglekobling, og er en international standard (ISO 1103). Vogne til denne type træk kaldes oftest (personvogns)trailere. Den fysiske kobling er kombineret med en elektrisk i form af et anhængerstik.
På lastbiler ses ofte en koblingstragt, hvor en koblingsbolt låser anhængeren fast, når trækøjet på trækstangen rammer bunden af tragten – påhængsvognskobling. Et bredt kendt chaufførudtryk for denne anordning er kærretræk, uanset om det bruges til kærrer eller påhængsvogne. Kærrer ses med en, to eller tre aksler som sidder tæt ved hinanden og ikke styrer. Det 'modsatte' er anhængere eller blot hængere, som har to eller flere aksler opdelt i foraksel/-aksler der sidder på en drejekrans sammen med trækstangen, og bagaksel/aksler der ikke styrer.
Desuden ses også på lastbiler et såkaldt skurvognstræk, der i princippet er en manuel, mere primitiv udgave af ovennævnte, og som normalt kun må bruges ved transport med max. 30 km/t.
Til sidst er der sættevognskoblingen, der er en stor plade (en skammel) oven på lastbilens chassis, hvor der er en rille med en låseanordning, der passer til en pind (kongebolt) på undersiden af anhængeren. Skamlen ligner nærmest en hestesko med åbningen mod bagenden af køretøjet. Det bemærkes, at her hviler en del af anhængerens vægt oven på køretøjet, i stedet for at hænge på bagenden. Det betyder bl.a., at vægten også kan fordeles til forhjulene, så lasteevnen udnyttes optimalt. Vogne til denne type træk kaldes normalt sættevogne eller trailere.

## Andet
Kuglekoblingen kaldes af og til "jydekrog" i folkemunde, da myten siger at enhver ordentlig jyde har en, så man kan tage en trailer med til Tyskland efter billige drikkevarer. Statistikkerne siger da også, at jyder har flere trailere end sjællændere.